# Friedrich Otto von Diericke

Grab von Friedrich Otto von Diericke, Evangel. Friedhof Alt-Schöneberg, Berlin

Grabstele von Friedrich Otto von Diericke, Evangel. Friedhof Alt-Schöneberg, Berlin

Christoph Friedrich Otto von Diericke (* 11. September 1743 in Potsdam; † 17. April 1819 in Schöneberg) war ein preußischer Generalleutnant sowie Präses der General-Ordens-Kommission und Oberdirektor der Kriegsschulen.

## Leben

### Herkunft
Christoph Friedrich Otto war der Sohn von Kaspar Christoph von Diericke (1706–1757) und dessen Ehefrau Rosine, geborene Burgenroth (1718–1780). Sein Vater verstarb als preußischer Oberstleutnant im Regiment „Garde“ an seinen Verletzungen, die er sich in der Schlacht bei Leuthen zugezogen hatte. Der Generalleutnant Christian Friedrich von Diericke war sein Onkel.

### Militärkarriere
Diericke war ab 10. Mai 1758 Kadett in Berlin und wurde dann am 13. September 1760 als Gefreiterkorporal im Infanterieregiment „von Canitz“ der Preußischen Armee angestellt. Während des Feldzugs 1760/63 befand sich Diericke 1760 kurzzeitig in russischer Gefangenschaft und beteiligte sich nach seiner Freilassung mit seinem Regiment am Gefecht bei Reichenbach, der Verteidigung von Kolberg, der Schlacht bei Torgau und zeichnete sich bei der Belagerung von Schweidnitz durch persönlichen Mut aus. Am 28. Februar 1764 wurde er schließlich Sekondeleutnant. In dieser Zeit bildete er sich an der Universität seiner Garnison in Königsberg weiter. Im weiteren Verlauf seiner Militärkarriere wurde Diericke schließlich am 11. Juni 1777 zum Kapitän befördert und zeitgleich zum Kompaniechef ernannt. Als solcher nahm er am Bayerischen Erbfolgekrieg teil.
Als Major (seit 2. August 1785) kam er dann am 28. Dezember 1790 zum Infanterieregiment „von Wildau“ Nr. 14. Dort erfolgte am 9. Juni 1792 seine Beförderung zum Oberstleutnant. Sechs Monate später wurde er Regimentskommandeur und am 24. Januar 1794 Oberst. Während des Kościuszko-Aufstands in Polen konnte er sich im Gefecht bei Groß-Magnisczewo am Orsitz auszeichnen. Er besetzte eine strategisch wichtige Brücke und das Dorf Groß-Magnisczewo. Er eroberte eine dort stationierte Batterie und nahm ein Regiment Polen darunter den General Woitschisky gefangen. Diericke selbst wurde dabei verwundet. Für diese Tat erhielt er den Pour le Mérite.
1799 wurde er Chef des Infanterieregiments „von Hausen“, welches fortan seinen Namen trug. Am 20. Mai 1800 wurde er mit Patent vom 26. Mai 1800 zum Generalmajor befördert. Im Vierten Koalitionskrieg führte er eine Division unter Generalleutnant Anton Wilhelm von L’Estocq. Nach der Schlacht bei Preußisch Eylau erhielt er vom preußischen König den Roten Adlerorden I. Klasse und am 5. Mai 1808 durch den russischen Zaren Alexander I. den St. Annen-Orden I. Klasse.
Nach der Reorganisation der Preußischen Armee wurde er Chef des 5. Grenadier-Regiments. Am 17. September 1808 erfolgte seine Ernennung zum Generalleutnant.
Im Jahr 1809 wurde er Obergouverneur der königlichen Prinzen und 1810 Oberdirektor der Kriegsschulen sowie Präses der neu eingerichteten General-Ordens-Kommission. Für seine langjährigen Verdienste erhielt Diericke am 31. Oktober 1813 den Schwarzen Adlerorden.
Er starb am 17. April 1819 in seiner Sommerwohnung in Berlin-Schöneberg und wurde auf dem dortigen Friedhof bestattet.

## Familie
Er war seit 16. Februar 1780 mit Antoniette Henriette Sophie Charlotte von Quotz aus dem Haus Thierenberg (1759–1797) verheiratet. Das Paar hatte folgende Kinder:
- Otto (1780–1860), preußischer Generalleutnant ⚭ 31. Dezember 1815 Karoline von Gühlen (1796–1874)
- Karl Ludwig August Franz (* 1782), preußischer Rittmeister im Garde-Ulanen-Regiment
- Friedrich Wilhelm (1783–1848), preußischer Major a. D. ⚭ 31. Dezember 1808 Fredericke Mäckelburg (1784–1858)
- Karoline Louise Antonie (1784–1805)
- Friedrich Wilhelm (1786–1807), gefallen bei der Belagerung von Danzig als preußischer Sekondeleutnant im 14. Infanterie-Regiment
- August Louis Viktor (1788–1829), preußischer Leutnant a. D.

⚭ 3. April 1816 Henriette Johanna Karoline Passarge
⚭ Amalie Juliana Heinrich
- Louis Adolf Franz (1792–1851), preußischer Oberst im 4. Kürassier-Regiment

⚭ 4. April 1820 Henriette Louise von Wechmar (1798–1840) aus dem Hause Zedlitz
⚭ 17. Oktober 1847 Alwine Fredrike Henriette von Diericke (1823–1879)
- Ottilie Wilhelmine Johanna (1796–1806)

## Werke
- Ein Wort über den Preussischen Adel. Digitalisat
- Lebenserinnerungen des Generalleutnants Christoph Friedrich Otto von Diericke und Überblick über die Geschichte des Geschlechts von Diericke.